# منتخب كتالونيا لكرة الراح
منتخب كتالونيا لكرة الراح هو ممثل إسبانيا الرسمي في المنافسات الدولية في كرة الراح .